# Alfred J. Elliott
Alfred James Elliott (ur. 1 czerwca 1895 w Guinda, zm. 17 stycznia 1973 w Tulare) – amerykański polityk, członek Partii Demokratycznej.

## Działalność polityczna
W okresie od 4 maja 1937 do 20 stycznia 1949 przez sześć kadencji był przedstawicielem 10. okręgu wyborczego w stanie Kalifornia w Izbie Reprezentantów Stanów Zjednoczonych.